# Carozo

Diagrama de una drupa típica, en este caso un melocotón, que ilustra las capas tanto del fruto como de la semilla; El carozo es el endocarpio endurecido que encierra la semilla

El carozo, conocido botánicamente como pireno y vulgarmente como hueso de la fruta, es el endocarpio osificado de un fruto de tipo drupa. Consiste en un tejido duro que rodea una o más semillas. El endocarpio endurecido que constituye el carozo proporciona una barrera física protectora alrededor de la semilla, protegiéndola de patógenos y herbívoros.
Si bien muchas drupas son monopirenosas y contienen solo un carozo, las frutas de tipo pomo con un endocarpio duro (en lugar de coriáceo) son típicamente drupas polipirenosas que contienen más de un carozo.

## Desarrollo
El endurecimiento del endocarpio de una drupa en desarrollo se produce mediante la formación de la pared celular secundaria y la lignificación. La lignina biopolimérica, que también se encuentra en la madera, proporciona una estructura dentro de las paredes celulares secundarias que favorece la polimerización de la celulosa y la hemicelulosa; juntos, estos polímeros proporcionan al endocarpio resistencia a la tracción y rigidez. Se produce un endurecimiento adicional durante la biomineralización del endocarpio. La biomineralización de los pirenos durante la vida de la planta puede ayudar a la conservación de restos de frutos en hallazgos arqueológicos.

## Galería

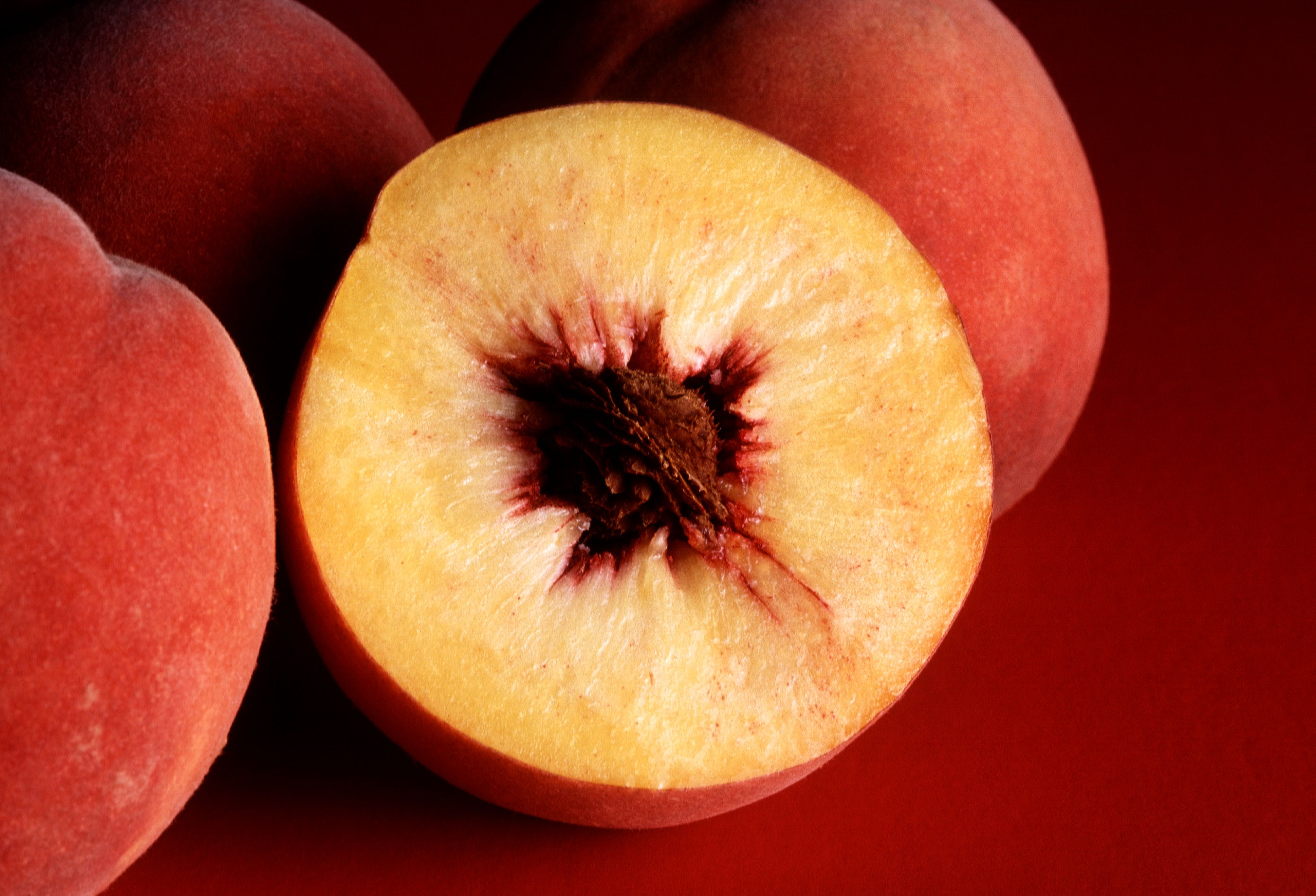
Corte transversal de un melocotón, una drupa monopirenosa, se observa el carozo en su interior
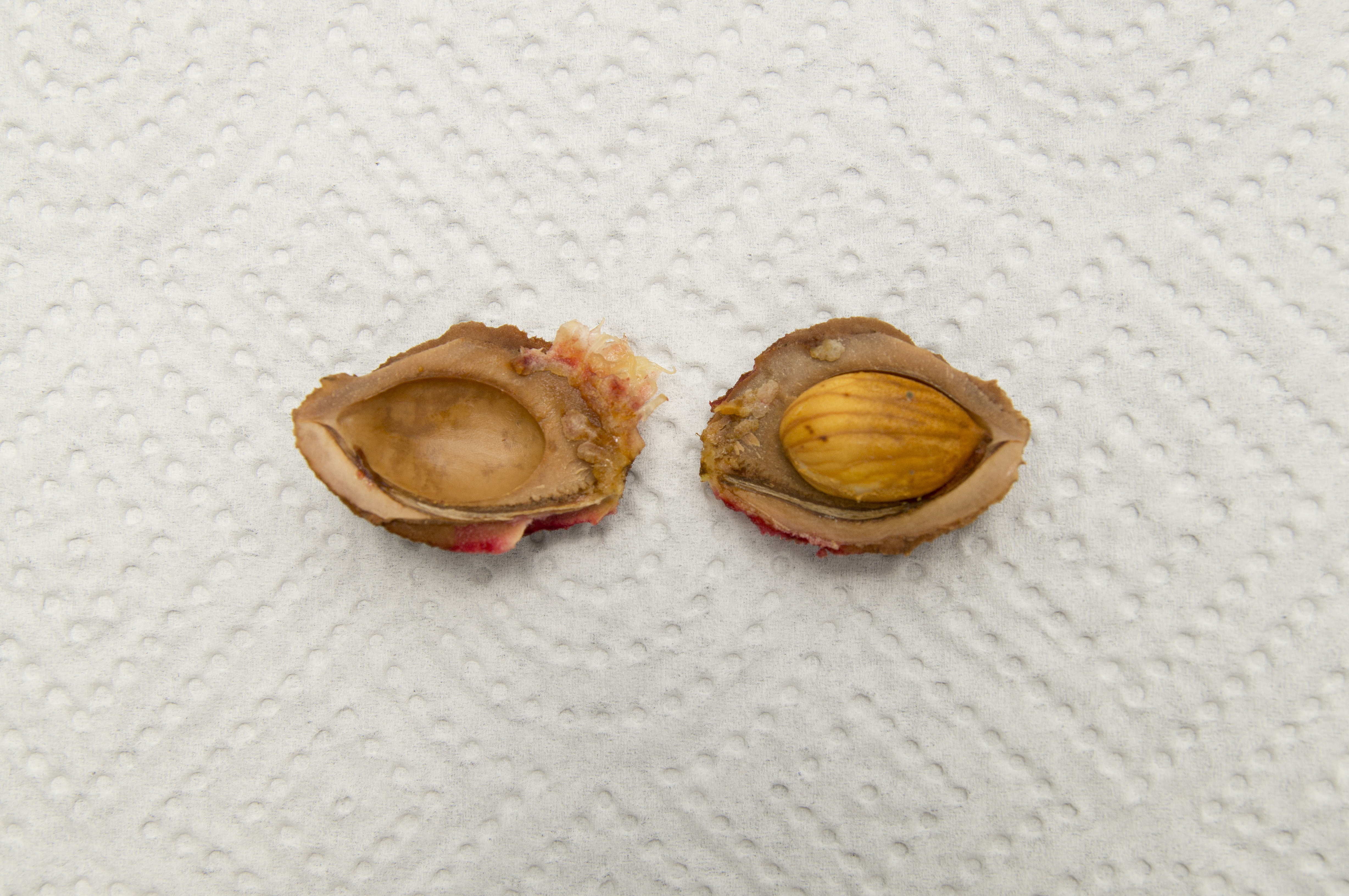
Carozo abierto de un melocotón, se observa una sola semilla en su interior
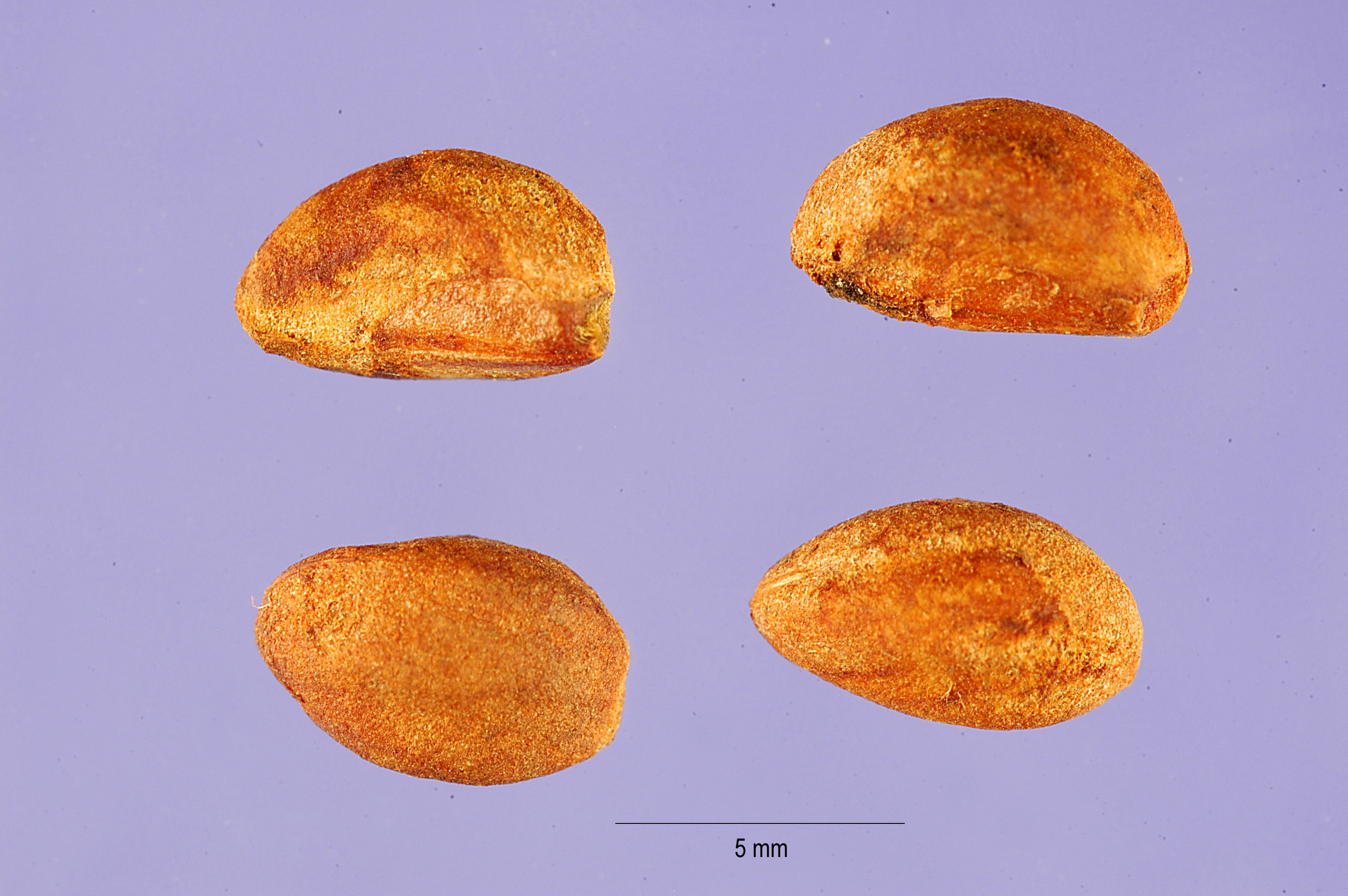
Varios carozos extraídos de un solo fruto de Crataegus punctata (variedad de espino, Crataegus), una drupa polipirenosa
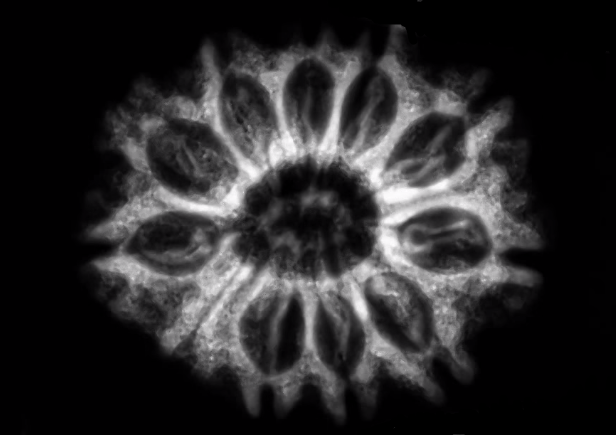
Radiografía del carozo de Elaeocarpus ganitrus, se observan 10 lóculos con semillas en su interior; el número de lóculos en E. ganitrus varía entre frutos individuales